# Pollanisus cupreus
Pollanisus cupreus là một loài bướm đêm thuộc họ Zygaenidae. Loài này có ở Tây Úc.
Ấu trùng có thể ăn Hibbertia hypericoides.